# Неброди
Горы Неброди (итал. Monti Nebrodi, сиц. Munti Nèbbrudi) — горный хребет на севере острова Сицилия северо-западнее Этны.
Неброди — горы длиной около 80 км, сложенные сланцами, песчаниками, флишем, вершины — известняками. Высшая точка — гора Соро или Монте-Соро (1847 м). Вместе с массивами Мадоние и Пелоритани образуют Сицилийские Апеннины.
На склонах гор произрастают крупнейшие на Сицилии леса (дуб, каштан, бук), на южных склонах и у основания — средиземноморские кустарники. Неброди — одно из родных мест эндемичной пихты сицилийской, у которой до настоящего времени сохранилось всего около 30 деревьев.
В 1993 году на территории гор был образован одноимённый национальный парк площадью 856,87 км².
На склонах Неброди находятся истоки важнейшей реки Сицилии Симето.